# Galium pralognense
Galium pralognense är en måreväxtart som beskrevs av Gustave Beauverd. Galium pralognense ingår i släktet måror, och familjen måreväxter.
Artens utbredningsområde är Frankrike. Inga underarter finns listade i Catalogue of Life.